# Hiperíon (tità)
En la mitologia grega, Hiperíon (en grec antic: Ὑπερίων, Hyperíōn 'el que viu a sobre', 'el que va per sobre'; en llatí: Hyperion) és un tità, fill d'Urà (el Cel) i Gea (la Terra).

## Mitologia
A la Ilíada d'Homer, el déu sol s'anomenava Helios Hyperion (Sol en el més alt), però en l'Odissea, la Teogonia d'Hesíode i l'himne homèric a Demèter el sol rep el nom d'Hyperonides (‘fill d'Hiperíon’), Hesíode imaginava Hiperíon com un ésser separat d'Hèlios en altres obres. Alguns tradueixen «Hiperíon» com el que apareix abans que el Sol. En la literatura grega posterior Hiperíon sempre es distingeix d'Hèlios.
Hiperíon era considerat sovint el déu de l'observació, i la seva germana Tea la deessa de la vista.
Segons Hesíode, es va casar amb Tea (germana seva, anomenada també Eurifaesa en l'Himne homèric a Hèlios) amb qui va tenir tres fills: Hèlios (el Sol), Selene (la Lluna) i Eos (l'Aurora):
| «                           | Tea concebé de l'amor d'Hiperíon i donà a llum el gran Hèlios i les brillants Selene i Eos, que porten la llum a tots els mortals d'aquesta terra i als immortals déus que governen a l'ample cel. | » |
| — Hesíode, Teogonia 371-374 | |   |

Els seus fills eren notables per bellesa i virtut, el que atragué sobre Hiperíon les enveges dels altres Titans. Aquests, conspirant entre ells, van decidir matar Hiperíon i ofegar els seus fills.
Hiperíon exerceix un paper virtualment nul en els cultes grecs i molt petit en la mitologia, amb l'excepció d'aparèixer a la llista dels dotze Titans. Autors grecs posteriors "intel·lectualitzaren" els seus mites:
| «                          | D'Hiperíon se'ns diu que va ésser el primer a entendre, degut a la seva diligent atenció i observació, el moviment del sol, la lluna i els restants estels, així com de les estacions, que són provocades per aquests cossos, i de donar a conèixer aquests fets als altres; per aquesta raó se l'anomenà pare d'aquests cossos, car havia engendrat, per dir-ho així, l'especulació sobre ells i la seva naturalesa. | » |
| — Diodor de Sicília v.67.1 | |   |

## En la ficció
- Friedrich Hölderlin donà aquest nom al protagonista de la seva novel·la Hiperíon, o l'eremita a Grècia.
- John Keats va escriure els poemes Hiperíon i La caiguda d'Hiperíon en el seu honor.
- Ambdós novel·les de ciència-ficció de Dan Simmons es titulen Hiperíon i La caiguda d'Hiperíon pels poemes de John Keats, tot i això la relació amb la mitologia grega és més dèbil en ells.
- Hiperíon és un dels tres Titans amb els quals Xena es troba a l'episodi 1 de la temporada 1 de Xena: Warrior Princess, titulat «Els Titans».
- Hiperíon és el nom del drac de Heath al videojoc Fire Emblem.
- Hiperíon és el nom de la pistola-sabre de Seifer al videojoc Final Fantasy VIII.
- Hiperíon és el nom de l'heroic creuer estel·lar de batalla al videojoc de Blizzard Starcraft, pilotat per Jim Raynor, que té un paper crucial en la missió final.
- Hamlet compara al seu pare (el difunt Vell Hamlet) amb Hiperíon i a l'usurpador Claudi amb un sàtir (acte I escena II).
- Com a mínim tres personatges de Marvel Comics s'han anomenat Hiperíon.
- Hiperíon és l'hotel en el que se situa el quarter general de l'equip Angel a les temporades 2 a 4 d'Ángel.
- En el joc de rol Rifts un Bevedor Hiperíon és una persona químicament millorada per primar la velocitat sobre la força i resistència.
- A l'univers del Doctor Who, els Daleks van ser derrotats en el seu intent d'invasió del planeta venus en l'episodi Space Year 17,000 per la «intervenció d'una flota de naus de guerra del planeta Hiperíon».
- A Saint Seiya Episodi G, els cavallers d'or s'enfronten als titans, essent Hiperíon el primer a aparèixer a la història i un dels primers a despertar, arribant a combatre diverses vegades amb Aioria de Leo.